# Downeyita
La downeyita és un mineral de la classe dels òxids. Rep el seu nom de Wayne F. Downey, Jr., qui va descobrir el mineral, en aquella època estudiant de secundària.

## Característiques
La downeyita és un òxid de fórmula química SeO₂. Va ser aprovada com a espècie vàlida per l'Associació Mineralògica Internacional l'any 1974. Cristal·litza en el sistema tetragonal. Es tracta d'un mineral extremadament higroscòpic. En l'aire mostra deliqüescència, i en uns pocs minuts és absorbit en el substrat o evaporat deixant una pel·lícula incolora.
Segons la classificació de Nickel-Strunz, la downeyita pertany a «04.De: Òxids i hidròxids amb proporció Metall:Oxigen = 1:2 i similars amb cations de mida mitjana; amb diversos poliedres» juntament amb els següents minerals: koragoïta, koechlinita, russel·lita, tungstibita, tel·lurita, paratel·lurita, bismutotantalita, bismutocolumbita, cervantita, estibiotantalita, estibiocolumbita, clinocervantita i baddeleyita.

## Formació i jaciments
Va ser descoberta l'anu 1971 a Forestville, al comtat de Schuylkill, a Pennsilvània (Estats Units). Només ha estat descrita a la seva localitat tipus i a Burnside, al comtat de Northumberland, també a Pennsilvània.